# Курновское сельское поселение
Курновское се́льское поселе́ние — упразднённое муниципальное образование в Антроповском районе Костромской области.
Административный центр — посёлок Антропово (не входит в состав поселения).

## История
Курновское сельское поселение с центром в деревне Курново образовано 30 декабря 2004 года в соответствии с Законом Костромской области № 237-ЗКО, этим законом установлены статус и границы муниципального образования.
22 июня 2010 года в соответствии с Законом Костромской области № 626-4-ЗКО с Курновским сельским поселением объединены упразднённые Бедринское и Понизовское сельские поселения, центром поселения назначен посёлок Антропово.
Законом Костромской области от 16 июля 2018 года упразднено и влито в Антроповское сельское поселение.

## Население
| 2008 | 2010 | 2012 | 2013 | 2014 | 2015 | 2016 | 2017 | 2018 |
| ---- | ---- | ---- | ---- | ---- | ---- | ---- | ---- | ---- |
| 692  | ↘677 | ↘612 | ↘560 | ↘505 | ↘462 | ↘428 | ↘389 | ↘370 |

## Состав сельского поселения
| №  | Населённый пункт | Тип населённого пункта  | Население |
| -- | ---------------- | ----------------------- | --------- |
| 1  | Ананьино         | деревня                 | →0        |
| 2  | Бедрино          | деревня                 | ↘102      |
| 3  | Бекренево        | деревня                 | →0        |
| 4  | Белозёрово       | деревня                 | →0        |
| 5  | Бобново          | деревня                 | →0        |
| 6  | Будаево          | деревня                 | ↘2        |
| 7  | Быково           | деревня                 | ↘0        |
| 8  | Высоково         | деревня                 | ↘0        |
| 9  | Гладышево        | деревня                 | →0        |
| 10 | Голочелово       | деревня                 | ↘5        |
| 11 | Голузино         | деревня                 | →0        |
| 12 | Григорово        | деревня                 | →0        |
| 13 | Дегтярёво        | деревня                 | →0        |
| 14 | Жихарево         | деревня                 | ↗11       |
| 15 | Искра            | деревня                 | ↘11       |
| 16 | Конышево         | деревня                 | ↘31       |
| 17 | Кострыгино       | деревня                 | →0        |
| 18 | Кочерёмово       | деревня                 | →0        |
| 19 | Красник          | деревня                 | ↗9        |
| 20 | Курново          | деревня                 | ↘134      |
| 21 | Лучкино          | деревня                 | →0        |
| 22 | Макарово         | деревня                 | →0        |
| 23 | Маркашево        | деревня                 | →0        |
| 24 | Мелехино         | деревня                 | ↘7        |
| 25 | Мильгуново       | деревня                 | ↘0        |
| 26 | Митево           | деревня                 | →0        |
| 27 | Михеево          | деревня                 | →0        |
| 28 | Могучево         | деревня                 | ↘32       |
| 29 | Мокеево          | деревня                 | ↘0        |
| 30 | Монаково         | железнодорожный разъезд | ↘6        |
| 31 | Мохначево        | деревня                 | ↘0        |
| 32 | Мызино           | деревня                 | →0        |
| 33 | Немытки          | деревня                 | ↘2        |
| 34 | Николо-Угол      | железнодорожный разъезд | →0        |
| 35 | Никулино         | деревня                 | ↗1        |
| 36 | Охотино          | деревня                 | ↗1        |
| 37 | Пестово          | деревня                 | ↘27       |
| 38 | Подель           | деревня                 | ↘30       |
| 39 | Понизье          | село                    | ↘88       |
| 40 | Пуминово         | деревня                 | ↘13       |
| 41 | Сатиево          | деревня                 | →0        |
| 42 | Сваино           | деревня                 | →4        |
| 43 | Степино          | деревня                 | →0        |
| 44 | Торопово         | деревня                 | ↘11       |
| 45 | Трухино          | деревня                 | →0        |
| 46 | Федяево          | деревня                 | ↘2        |
| 47 | Филёво           | деревня                 | ↗1        |
| 48 | Чебаново         | деревня                 | ↘9        |
| 49 | Шигорино         | деревня                 | →0        |